# Alexis Peterman
Alexis Peterman (* in Edgbaston, Birmingham, West Midlands, England) ist eine britische Theater- und Filmschauspielerin, Synchronsprecherin und Model.

## Leben
Peterman wurde im Edgbaston, einem Stadtteil von Birmingham, geboren. Sie ist walisisch-polnischer und aschkenasischer Abstammung. Sie wuchs dort auf und besuchte bis zu ihrem 18. Lebensjahr die dortige Edgbaston High School for Girls. Mit 14 wurde Peterman von der Londoner Modelagentur Models 1 entdeckt und unter Vertrag genommen. Ihre Urgroßmutter mütterlicherseits war die in Polen geborene Becky Goldstein, die eine wichtige Persönlichkeit des Jiddischen Theaters darstellte. Peterman studierte drei Jahre lang an den Arts Educational Schools in London und begann anschließend, in ersten Bühnenstücken mitzuwirken.
Sie debütierte als Fernsehschauspielerin in fünf Episoden der Fernsehserie Dream Team in der Rolle der Annabelle Davies. Es folgten anschließend Episodenrollen in verschiedene Fernsehserien. Von 2010 bis 2011 stellte sie in der Fernsehserie Doctors in 31 Episoden der Fernsehserie die Rolle der Lauren Porter dar. 2006 war sie bereits zuvor in einer Episode in der Rolle der Phoebe Billington und 2010 als Carrie Whitworth zu sehen. Nach Besetzungen in Kurzfilmen folgte 2015 eine Nebenrolle in dem Film Survivor und eine Hauptrolle im B-Movie Roboshark.

## Filmografie
- 2005: Dream Team (Fernsehserie, 5 Episoden)
- 2006: Hotel Babylon (Fernsehserie, Episode 1x04)
- 2006: Doctors  (Fernsehserie, Episode 8x113)
- 2009: The Bill (Fernsehserie, Episode 25x53)
- 2010: Lip Service (Fernsehserie, Episode 1x01)
- 2010: Doctors (Fernsehserie, Episode 11x214)
- 2011: Doctors (Fernsehserie, 31 Episoden)
- 2012: Blocked (Kurzfilm)
- 2012: Encounter: Proof of Concept (Kurzfilm)
- 2012: City Slacker
- 2013: Strike Back (Fernsehserie, 2 Episoden)
- 2015: Survivor
- 2015: Roboshark (Fernsehfilm)
- 2016: Hoff the Record (Fernsehserie, Episode 2x01)
- 2016: Darkness Into Light
- 2017: Household (Kurzfilm)
- 2021: Admission (Kurzfilm)
- 2021: Over the Moon: A Cosmos Short (Kurzfilm)